# Eugène Soubeiran

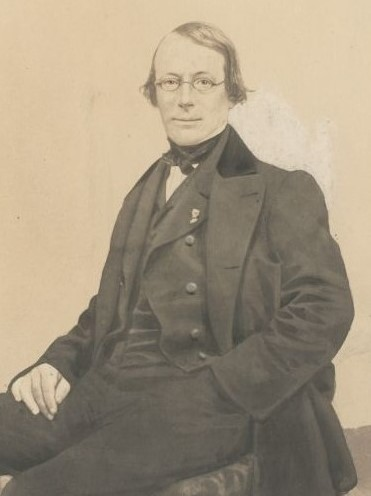
Eugène Soubeiran

Eugène Soubeiran (* 24. Mai 1797 in Paris; † 17. November 1858 ebenda) war ein französischer Chemiker und Pharmazeut. Er entdeckte 1831 (zur gleichen Zeit wie Justus Liebig und Samuel Guthrie) das Chloroform.

## Leben und Wirken
Der einer aus den Cevennen stammenden protestantischen Familie angehörige Soubeiran (dessen Vater eine Wollspinnerei und -Bleicherei hatte) lebte mit dieser zunächst in Houilles, einem Dorf in der Nähe von Paris, machte dann in Paris eine Apothekerlehre und studierte Pharmazie sowie Botanik (bei Fulcrand Nicolas Pouzin, Professor der Naturgeschichte der Arzneimittel und der Botanik) an der Universität Montpellier.
Anschließend war er in einem pharmazeutischen Betrieb in Paris tätig und bildete sich abends autodidaktisch in Chemie fort. Danach verbrachte er drei Jahre erfolgreich als Angestellter an einer Pariser Hospitalapotheke.
1823 wurde er Leiter der Apotheke des Hospital de la Pitié in Paris und 1832 der Zentralapotheke aller Pariser Krankenhäuser. Er war ab 1833 Professor an der École Supérieure et Spéciale de Pharmacie (für Pharmazie und Physik) und ab 1853 für Pharmazie an der Universität Paris.
1831 stellte er Chloroform her, indem er Chlorkalk (chloride of lime) mit Alkohol mischte und das Gemisch anschließend destillierte (die genauen chemischen Vorgänge entdeckte und beschrieb Jean-Baptiste Dumas 1834).
1838 stellte Soubeiran Schwefelstickstoff dar. Er schrieb ein Lehrbuch der Pharmazie (Traité de pharmacie théorique et pratique, 1835/36, Neuauflage 1840), das auch ins Deutsche übersetzt wurde, und war Mitarbeiter der Pharmacopée francaise.
Neben organischer Chemie (er untersuchte Camphen und ist Ko-Entdecker des Cubebin aus Kubeben-Pfeffer mit Hyacinthe Capitaine) und Pharmazie befasste er sich unter anderem mit Iod- und Chlorverbindungen, Quecksilber, Schwefel, Stickstoff sowie Arsenwasserstoff und ihm gelang die Herstellung von Calomel als Pulver, womit er ein damals bestehendes englisches Monopol brach. Calomel (Quecksilber(I)-chlorid) wurde nicht nur gegen Syphilis eingesetzt, sondern war im 19. Jahrhundert eine Art Allround-Medikament gegen alle möglichen Krankheiten und wurde in großen Mengen in den Apotheken verkauft.
Eugène Soubeiran starb, nachdem er sich bereits im Frühjahr 1858 krank gefühlt hatte, am 17. November desselben Jahres.

## Schriften
- Recherches sur quelques Combinaisions du Chlore. In: Annales de chimie et de physique. Band 48, 1831, S. 113–157.
  - Übersetzter Auszug daraus: The action of chloride de lime upon alcohol. In: Albert Faulconer, Thomas Edward Keys: Eugène Soubeiran. 1965, Band 1, S. 448–453.
- Handbuch der pharmaceutischen Praxis, oder ausführliche Darstellung der pharmaceutischen Operationen, sammt den gewähltesten Beispielen ihrer Anwendung. Winter, Heidelberg 1839, Digitalisat, Düsseldorf.